# Raluca Lăzăruț
Raluca Lăzăruț (n. 5 noiembrie 1982, Deva, Hunedoara, România) este o vedetă de televiziune, moderatoare de emisiuni de televiziune, prezentatoare de știri, jurnalistă și actriță de film. Este cunoscută pentru participarea în a doua ediție Big Brother - Fratele cel mare (2004) și moderatoarea emisiunii Superbingo Metropolis (2010). A prezentat de asemenea știrile Kanal D, știrile de sport la Antena 1 și Antena 3.

## Primii ani și studii
Raluca Lăzăruț a urmat cursurile Facultății de Litere, secția engleză-romană, de la Universitatea de Vest din Timișoara.

## Carieră
Debutul TV a avut loc în 2004 în versiunea romanească a reality-show-ului TV Big Brother - Fratele cel mare unde a ajuns pană în finală. La scurt timp, Lăzăruț si-a făcut debutul TV la National TV unde realiza emisiunea Clubbing. Din 2007 pană în 2010, a prezentat știrile sportive la Antena 3. Din 2010 pană în 2012, to 2012. împreună cu Daniel Georgescu, a prezentat în fiecare Duminica emisiunea Superbingo Metropolis pe Antena 1.  
Experiența ei în televiziune a propulsat-o la pupitrul știrilor Kanal D. Drept urmare, a prezentat știrile de prânz din 2012 până în 2015 când a părăsit Romania pentru Statele Unite ale Americii. .
În 2008, Lazarut apare pentru a treia oară într-un pictorial în revista FHM. A mai apărut de asemenea în revistele TV Mania,  Marie Claire, Viva si în alte reviste de lifestyle din România.
Debutul ei de actriță a avut loc în anul 2013. După câteva luni de cursuri intensive, Lăzăruț a primit rolul principal într-un scurtmetraj care îi poarta numele: "Raluca + 1". În 2015, Lăzăruț s-a mutat în Chicago și a debutat în producții de la Hollywood. Lăzăruț a avut un rol minor în drama medicală Chicago Med (2015). În același an, a jucat rolul unui reporter de televiziune în Empire series creat de Fox. Lăzăruț a debutat de asemenea și în lumea jocurilor video ca și "Catwoman" în Injustice 2.
În Statele Unite, Lăzăruț a apărut în mai multe reclame TV, print și online: Groupon, Crate & Barrel, Buick, Sally Beauty, Ritz-Carlton Chicago, East Bank Chicago, Chicago O'Hare Airport, Maddison Airport, Binny's.
In 2024, Lăzăruț va juca intr-un serial TV in drama politica The Emperor of the Ocean Park. Lăzăruț face parte din main cast cu Forrest Whitaker si alți actori de la Hollywood. Serialul a fost creat pentru MGM+.

## Viață personală
Lazarut a început o relație cu antreprenorul American Horatiu Boeriu în 2014. S-au căsătorit în 2015 în America. Cuplul locuiește în Chicago și au doi copii. Lazarut a anunțat în Octombrie 2022 că al doilea copil este băiat.

## Filmografie
Raluca+1
The Emperor of the Ocean Park (TV Series)